# Fritz Schroeder
Fritz Schroeder (* 14. Februar 1853 in Deutz; † 14. Februar 1931) war ein deutscher Turn- und Sportpädagoge.

## Leben
Schroeder besuchte das Friedrich-Wilhelm-Gymnasium in Köln und wandte sich zunächst dem Bankfach zu. Als Neunzehnjähriger trat er dann dem Kölner Turnverein bei und widmete sich ganz der turnerischen Ausbildung, die er bei Alfred Maul aus Karlsruhe und Justus Carl Lion aus Leipzig vervollkommnete. Nachdem er 1880 die Turnlehrerprüfung an der Turnlehrerbildungsanstalt in Berlin bestanden hatte, wurde er am 1. Februar 1881 als städtischer Oberturnlehrer in Bonn angestellt. Im gleichen Jahr übernahm er die Leitung der Jugendabteilung des Bonner Turn-Vereins und wurde 1. Turnwart des Vereins.
Von 1886 bis 1901 war Schroeder Gauturnwart des Sieg-Rheingaus und 1899 bis 1921 Kreisturnwart des Kreises VIIIb der Deutschen Turnerschaft, deren Ausschuss er über viele Jahre angehörte und bei der er zahlreiche Fachämter bekleidete. Unter anderem war er von 1919 bis 1921 erster Frauenturnwart. Besondere Verdienste erwarb sich Schroeder mit Ferdinand August Schmidt als Gründer der Deutschen Turnbauschule zur Errichtung von Turnstätten (1886), die mit der wenig später ins Leben gerufenen „Nationalsammlung zur Errichtung deutscher Turnstätten“ zur Dr.-Goetz-Stiftung verschmolzen wurde.
Als Ende des 19. Jahrhunderts die Spiel- und Sportbewegung aufkam, betätigte sich Schroeder auch hier als Pionier und unermüdlicher Förderer. Er richtete 1882 nach der Gründung des „Bonner Vereins für Körperpflege in Volk und Schule“ regelmäßige Schülerspiele auf dem Arndtplatz ein und organisierte im gleichen Jahr das erste Spielfest der Vereine und Schulen der Stadt auf der Hofgartenwiese. Ab 1892 hielt er gemeinsam mit Ferdinand August Schmidt jährlich Spielkurse für Lehrer und Lehrerinnen ab. 1891 begann er mit privaten Ausbildungskursen für Turnlehrerinnen, die später im städtischen Turnlehrerinnenseminar aufgingen. 1892 übernahm er auch die technische Leitung der Turnlehrerkurse an der Universität Bonn. 1914 organisierte er in Bonn den ersten Westdeutschen Hochschulwettkampf („Rheinisches akademisches Olympia“). Für sein Hochschulengagement erhielt er die Ehrenmitgliedschaft mehrerer studentischer Korporationen, unter anderem der Turnerschaft im VC Germania und der ATB Suevia und Gothia Bonn. Die Universität ernannte ihn bei seinem Abgang zum Ehrenbürger. Das Institut für Leibesübungen der Universität Bonn unterstützte er auch nach seinem Ausscheiden weiter.
Nach dem Ersten Weltkrieg war Schroeder Stadtverordneter der Stadt Bonn.

## Auszeichnungen
Fritz Schroeder war Inhaber des Ehrenbriefes der Deutschen Turnerschaft.
In Köln-Müngersdorf ist der Fritz-Schröder-Weg nach ihm benannt.

## Veröffentlichungen
- Der Turnunterricht in der Volksschule und in den unteren Klassen der höheren Lehranstalten. Berlin 1902.
- mit H. Verhülsdonck: Uebungsbuch für das Mädchenturnen in Schulen ohne Turnhallen. Leipzig 1911.
- mit O. Scharf: Keulenschwingen in Wort und Bild für Schulen und Vereine. Berlin 1913.
- mit Ferdinand August Schmidt: Geschichte des Turnwesens in Bonn und insbesondere des „Bonner Turn-Vereins“. 1885/1910.